# Liste der Grabstätten der Imame der Zwölferschiiten

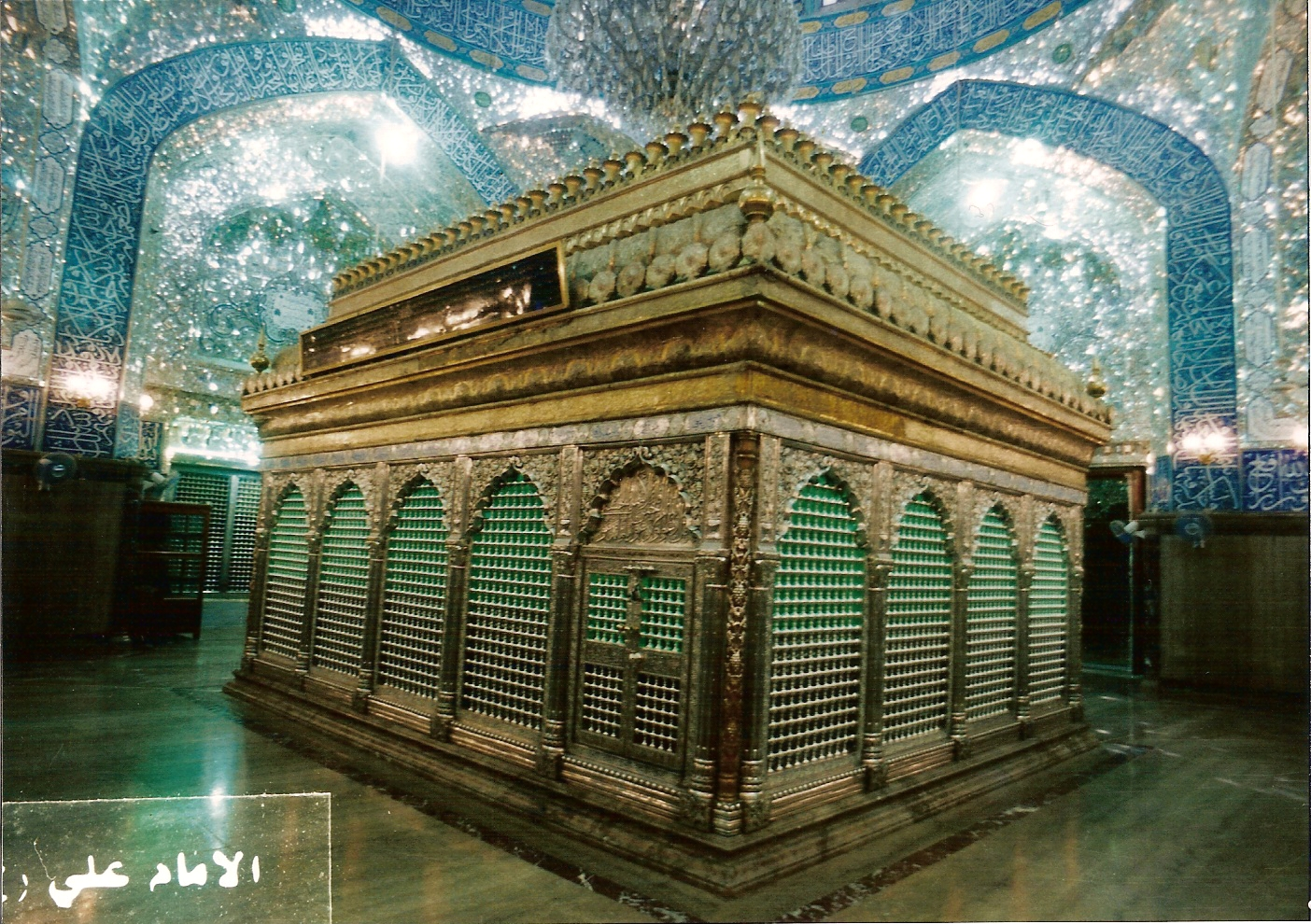
Nadschaf

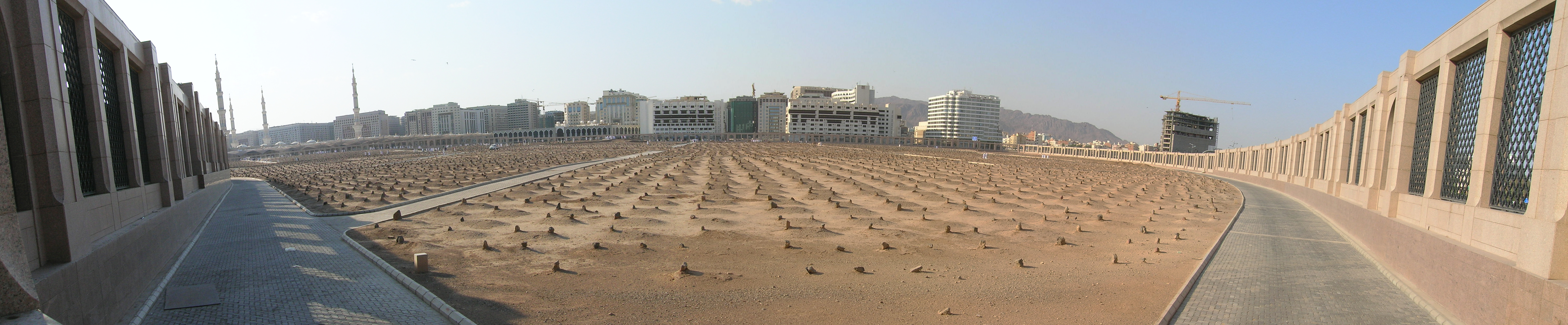

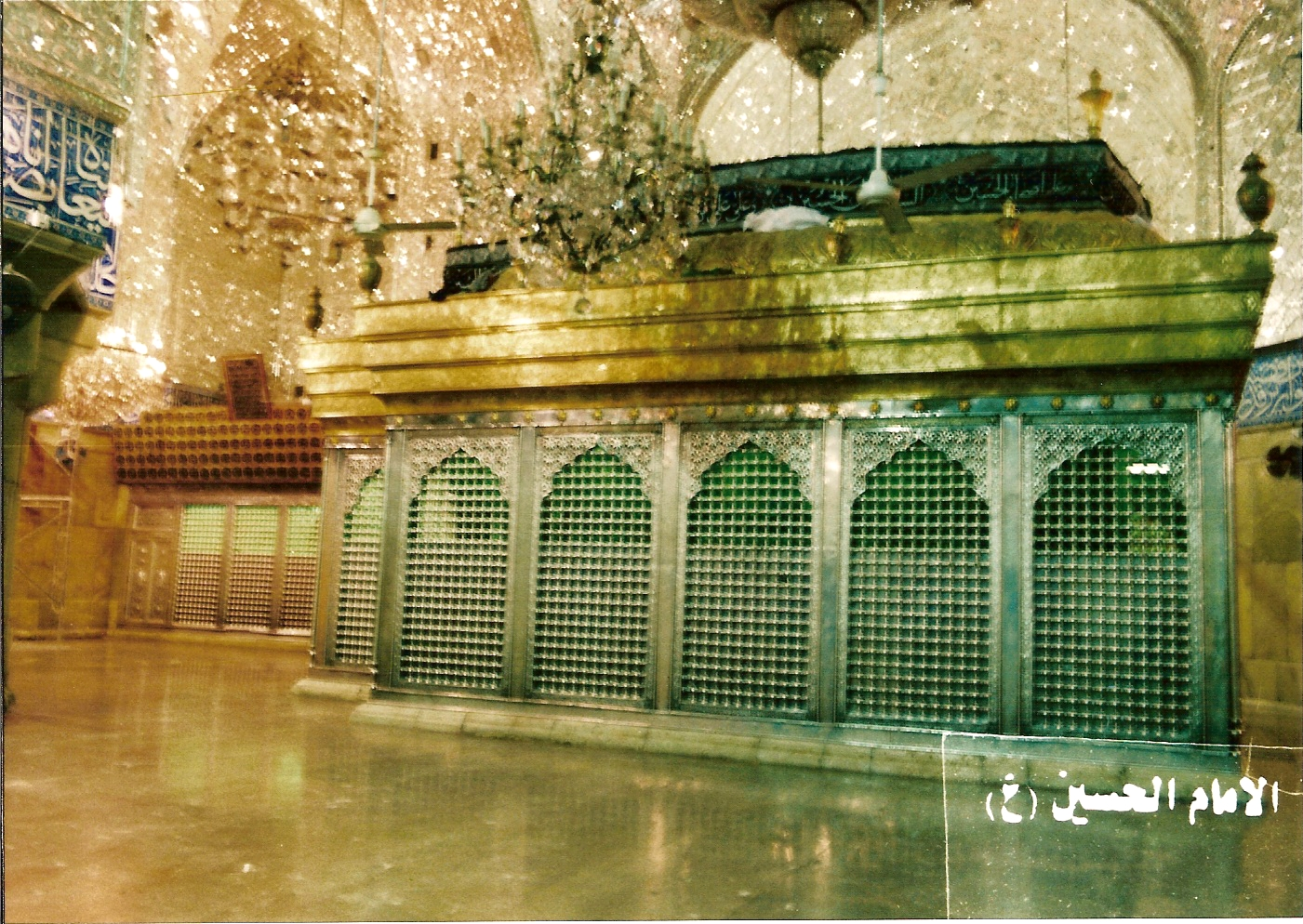
Kerbela

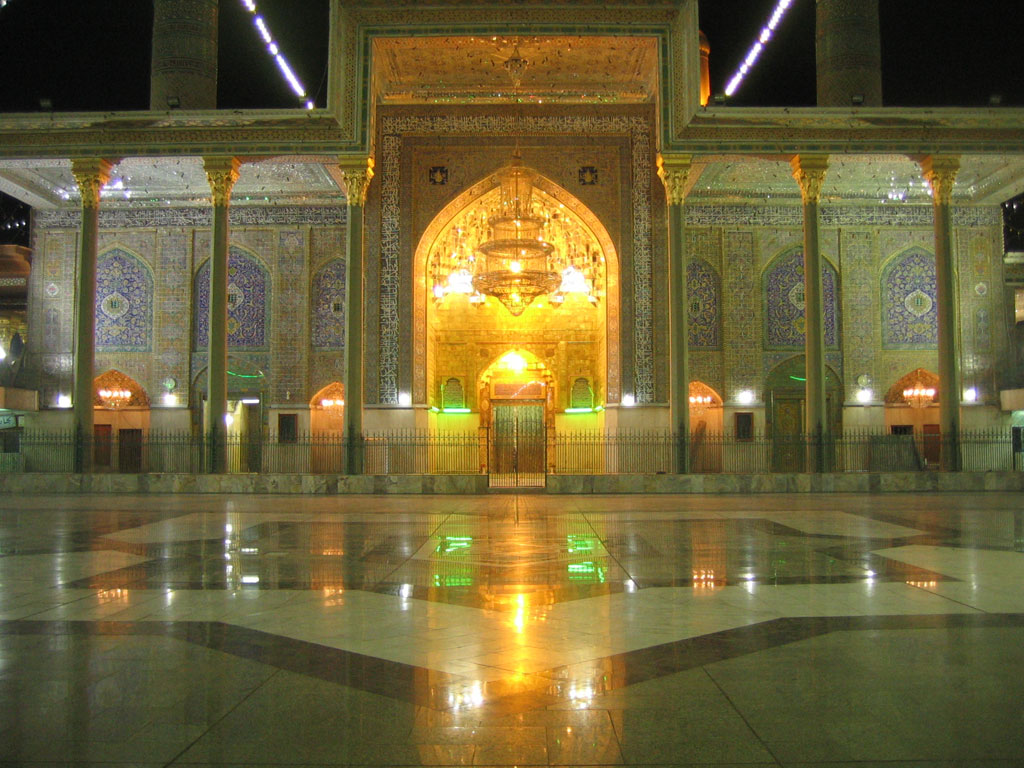
Bagdad

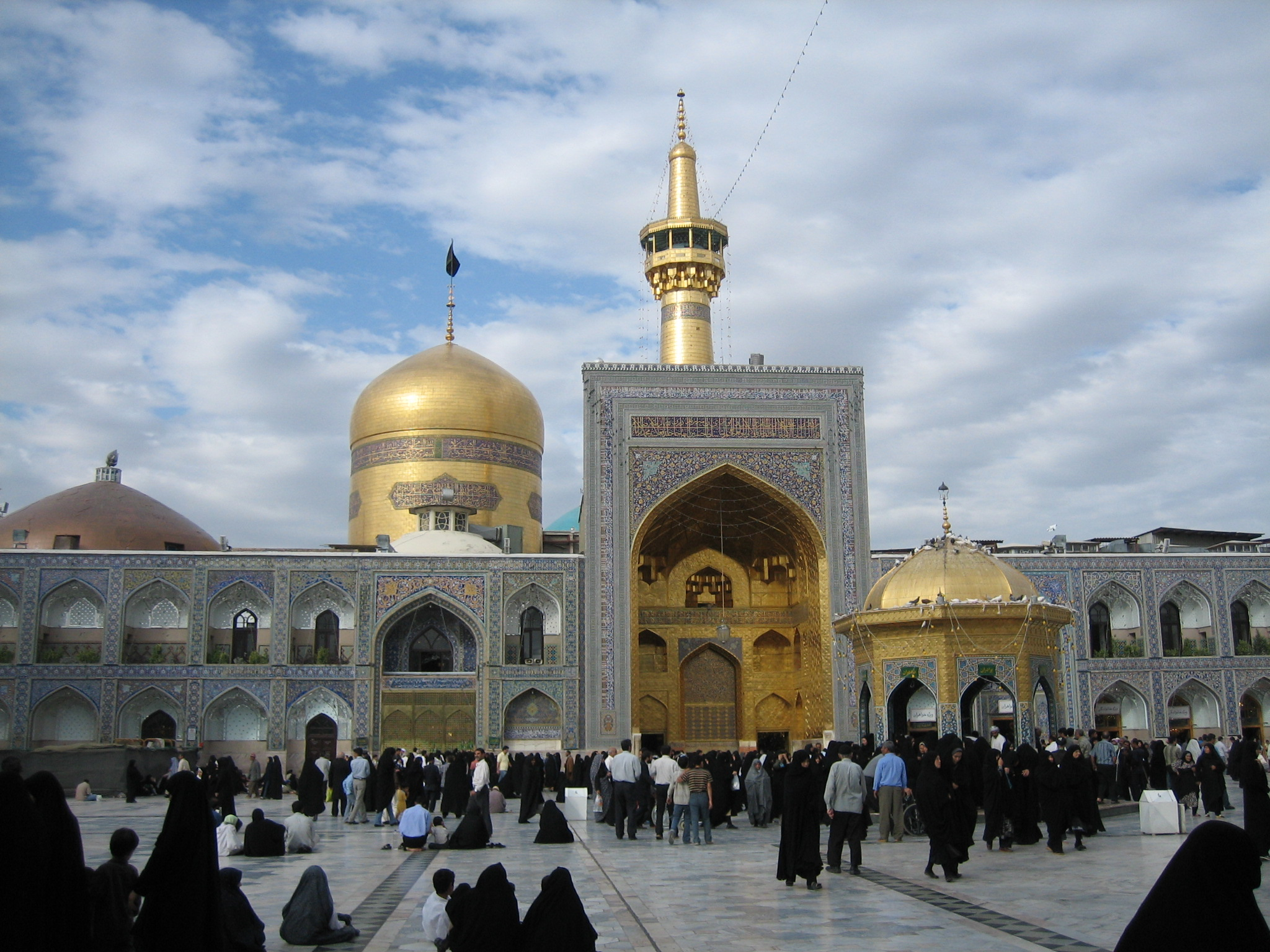
Maschhad

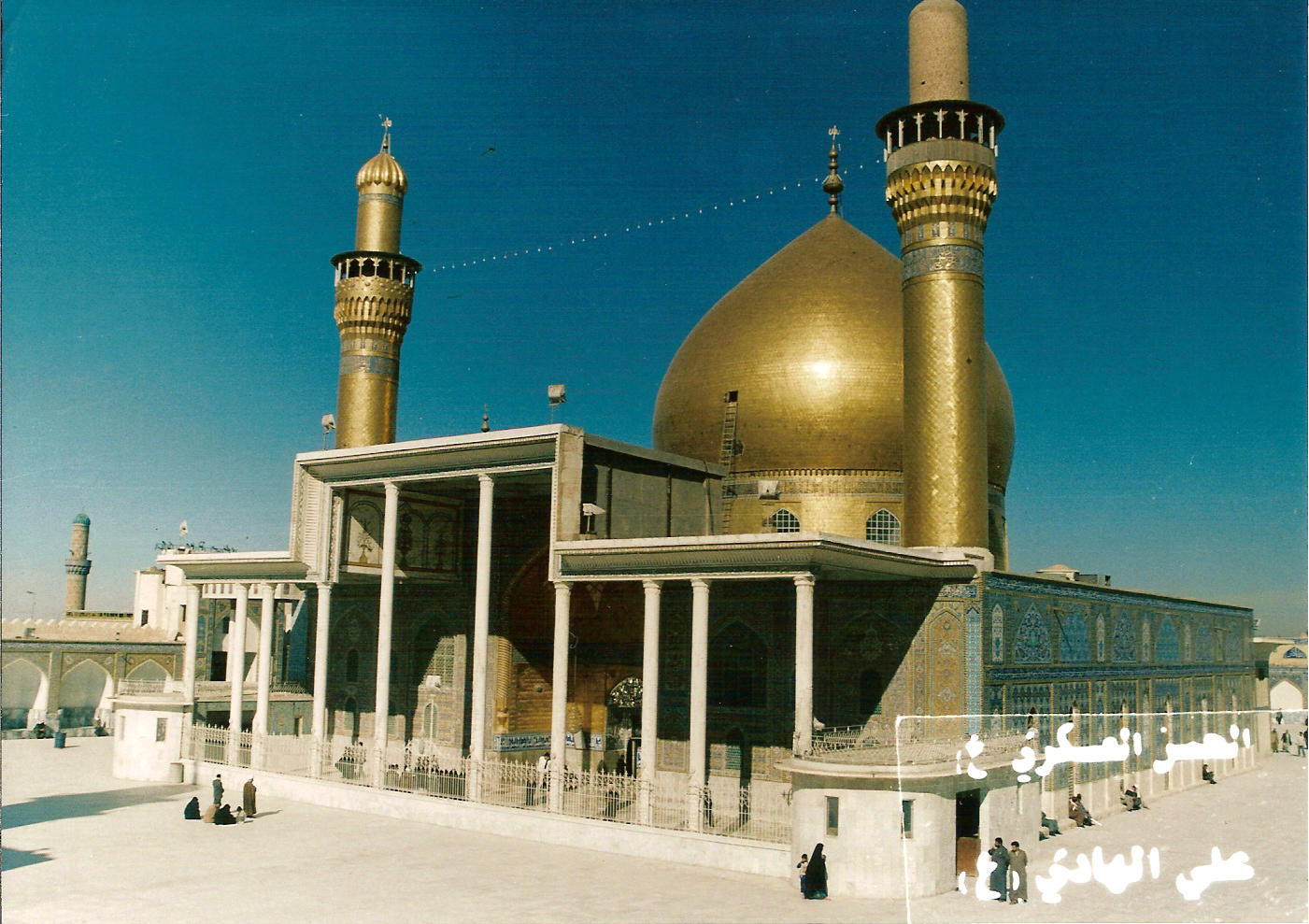
Samarra

Dies ist eine Liste der Grabstätten der Imame der Zwölferschiiten. Die heiligen Schreine befinden sich in den Ländern Irak, Saudi-Arabien und Iran.

## Übersicht
- 1. Ali ibn Abi Talib (Ali), Imam-Ali-Moschee, Nadschaf, Irak
- 2. Hasan ibn 'Alī (al-Hasan), begraben auf dem Dschannat al-Baqi, Medina, Saudi-Arabien
- 3. Hussein ibn Ali (al-Husain), Imam-Husain-Schrein, Karbala, Irak
- 4. ʿAlī ibn Husain Zain al-ʿĀbidīn, begraben auf dem Dschannat al-Baqi, Medina, Saudi-Arabien
- 5. Muhammad al-Bāqir, begraben auf dem Dschannat al-Baqi, Medina, Saudi-Arabien
- 6. Dschafar as-Sadiq, begraben auf dem Dschannat al-Baqi, Medina, Saudi-Arabien
- 7. Mūsā al-Kāzim, al-Kazimiyya-Moschee, al-Kazimiyya, Vorort von Bagdad, Irak
- 8. Ali ar-Rida, Imam-Reza-Schrein, Maschhad, Iran
- 9. Muhammad at-Taqi, al-Kazimiyya-Moschee, al-Kazimiyya, Vorort von Bagdad, Irak
- 10. Ali an-Naqi, Al-Askari-Schrein, Samarra, Irak
- 11. al-Hasan al-Askari, Al-Askari-Schrein, Samarra, Irak

Der 12. Imam, Muhammad al-Mahdi, lebt nach schiitischer Vorstellung in der Verborgenheit (ghaiba).